# Coupe Pearson
La coupe Pearson est, dans le baseball des ligues majeures, un match annuel entre les Expos de Montréal et les Blue Jays de Toronto, organisé de 1978 à 1986 puis de 2003 à 2004.
Nommé en l'honneur du Premier ministre canadien Lester B. Pearson, la rencontre est durant sa première phase d'existence un match amical pour lever des fonds pour le baseball des ligues mineures au Canada. Lors de sa réapparition dans les années 2000, l'événement est une série de matchs interligues comptant pour la saison régulière.
La coupe est exposée au Temple de la renommée du baseball canadien.